# 乞庆哈
乞庆哈（为其尊号“彻辰汗”的音译，1522年—1586年），16世纪漠南蒙古右翼土默特部领主，第二代顺义王，俺答汗长子，名僧格都古楞·特穆尔，明朝人称之为辛爱·黄台吉。
辛爱黄台吉年轻时骁勇，是右翼蒙古的五大勇士。帮助父亲攻打明朝，西征瓦剌，使察哈尔部的蒙古大汗打来孙东迁辽东，占领了位于今河北省宣化县以北的察哈尔的牧地。他后来和父亲不睦，单独领兵，和明朝、察哈尔部开战。1565年，进攻宣府，被击伤。1571年，俺答汗和明朝达成封贡协议，他被封为都督同知。1573年，加封龙虎将军。1582年，俺答汗死后，自称彻辰汗（乞庆哈）。1583年，明神宗封他为顺义王。乞庆哈纳庶母三娘子钟金夫人为妻。乞庆哈即位时年逾六旬，三娘子掌握了土默特万户的实权，她想让自己和俺答汗的儿子布塔施里成为汗位继承人，但最终没有成功。1585年，迎接三世达赖到归化城主持俺答汗的火化仪式。1586年，乞庆哈死后，其长子撦力克嗣汗位。

## 子孙
- 长子
  - 晁兔台吉
    - 卜失兔
      - 俄木布

  - 五十万打儿汉台吉
  - 毛明暗台吉
- 次子五路把都儿台吉
  - 敖卜言台吉
- 三子青把都儿补儿哈兔台吉
- 四子哈木把都儿台吉
- 五子松木儿台吉
  - 四子云丹嘉措
- 六子段奈台吉
- 七子打赖宰生台吉
- 八子台石台吉
- 赶兔台吉（安兔台吉）
- 朝兔台吉
- 土力哈兔台吉
- 土力把都台吉
- 摆言兔台吉
- 明暗台吉